# Golf van Oman
De Golf van Oman is het noordwestelijke deel van de Arabische Zee, dat door de Straat van Hormuz met de Perzische Golf verbonden wordt.
In het noorden grenst de Golf aan Iran, in het westen aan de Verenigde Arabische Emiraten en in het zuiden aan Oman.
De Golf is belangrijk voor de wereldeconomie omdat enorme hoeveelheden aardolie door de Golf getransporteerd worden.